# Деление брендов WWE
Деление брендов (англ. brand extension)— это разделение состава рестлеров (и, в разное время, творческого персонала) американского рестлинг-промоушна WWE на отдельные подразделения, или «бренды». Рестлеры промоушена распределяются по брендам через ежегодный драфт WWE и выступают исключительно на еженедельных телевизионных шоу этого бренда, за некоторыми исключениями. За всю свою историю WWE дважды использовала расширение бренда. Первое разделение брендов произошло с 2002 по 2011 год, а второе началось в 2016 году.
В настоящее время WWE продвигает пять брендов. Два основных бренда, также называемые основным ростером, — это Raw и SmackDown. NXT служит брендом развития промоушена для основного ростера (хотя в период с 2019 по 2021 год он ненадолго становился третьим основным брендом), а NXT UK — дочерний бренд под вывеской NXT для рестлеров WWE, базирующихся в Великобритании, созданный в 2018 году.
Первое разделение брендов началось в марте 2002 года, после приобретения компанией рестлеров из бывших промоушенов World Championship Wrestling (WCW) и Extreme Championship Wrestling (ECW), а также после завершения сюжетной линии «Вторжение». Состав WWE увеличился вдвое, и у компании больше не было главного конкурента в индустрии рестлинга. Деление брендов было введено для того, чтобы облегчить проблемы переполненного ростера и имитировать конкуренцию. Первые два бренда были созданы как Raw и SmackDown, названные в честь еженедельных шоу Raw и SmackDown. Третий бренд был создан как ECW, который был возрождением прежнего промоушена, и просуществовал с 2006 по 2010 год. Первое деление бренда завершилось 29 августа 2011 года.
25 мая 2016 года WWE объявила о возобновлении деления брендов в рамках того, что было названо «Новая эра». Второе деление брендов вступило в силу 19 июля 2016 года. Помимо Raw и SmackDown, во время второго разделения WWE управляла ещё тремя брендами: NXT, который был основан в 2012 году как территория развития промоушена, а также NXT UK и 205 Live, которые были запущены в 2018 году.
Хотя расширение бренда ассоциируется с концепцией WWE, оно началось не с WWE. В 1998 году WCW объединила все свои платные мероприятия под брендом «WCW/nWo» из-за популярности группировки «Новый мировой порядок» (nWo), в результате чего она расширилась и стала выпускать свои собственные программы под брендом nWo. Первый эксклюзивное для nWo шоу, Souled Out, было проведено в 1997 году. Похожую концепцию использует и японский промоушен CyberFight.

## Драфт WWE 2002 года
17 марта 2002 года председатель World Wrestling Federation (WWF) Винс Макмэн объявил, что компания будет представлять свой бизнес рестлинга через два различных бренда. Все рестлеры WWF должны были быть распределены по брендам на основе случайного выбора, проведенного через имитацию лотереи. В эпизоде Raw от 25 марта 2002 года был проведен драфт WWF, в котором каждый бренд получил 30 мест.
| № выбора | Бренд      | Выбор № | Рестлер/Дива                            | Примечания |
| -------- | ---------- | ------- | --------------------------------------- | --- |
| 1        | SmackDown! | 1       | Скала                                   | |
| 2        | Raw        | 1       | Гробовщик                               | |
| 3        | SmackDown! | 2       | Курт Энгл                               | |
| 4        | Raw        | 2       | n.W.o (Кевин Нэш, Скотт Холл и Икс-пак) | Мистер Макмэхон разрешил n.W.o быть задрафтованными как группа.                                                                                                  |
| 5        | SmackDown! | 3       | Крис Бенуа                              | |
| 6        | Raw        | 3       | Кейн                                    | |
| 7        | SmackDown! | 4       | «Голливуд» Халк Хоган                   | |
| 8        | Raw        | 4       | Роб Ван Дам                             | Роб Ван Дам в тот момент был интерконтинентальным чемпионом WWE. Перейдя в Raw сделал этот титул эксклюзивным для этой арены.                                    |
| 9        | SmackDown! | 5       | Билли и Чак                             | Билли и Чак были командными чемпионами WWE. Перейдя в SmackDown! сделали этот титул эксклюзивным для этого бренда. Их менеджер Рико также перешёл вместе с ними. |
| 10       | Raw        | 5       | Букер Ти                                | |
| 11       | SmackDown! | 6       | Эдж                                     | |
| 12       | Raw        | 6       | Биг Шоу                                 | |
| 13       | SmackDown! | 7       | Рикиши                                  | |
| 14       | Raw        | 7       | Бубба Рэй Дадли                         | |
| 15       | SmackDown! | 8       | Ди-Вон Дадли                            | |
| 16       | Raw        | 8       | Брок Леснар                             | Вместе с Леснаром в Raw перешел его менеджер Пол Хейман. |
| 17       | SmackDown! | 9       | Марк Хенри                              | |
| 18       | Raw        | 9       | Уильям Ригал                            | Ригал в тот момент был Европейским чемпионом WWE. Перейдя в Raw сделал титул эксклюзивным для этого бренда.                                                      |
| 19       | SmackDown! | 10      | Мэйвен                                  | Мэйвен в тот момент был хардкорным чемпионом. Перейдя в SmackDown! сделал титул эксклюзивным для этого бренда.                                                   |
| 20       | Raw        | 10      | Лита                                    | Первая задрафтованая и единственная дива, которая была выбрана в телевизионной части драфта.                                                                     |
| 21       | SmackDown! | 11      | Билли Кидман                            | |
| 22       | Raw        | 11      | Брэдшоу                                 | |
| 23       | SmackDown! | 12      | Таджири                                 | Таджири был чемпионом WWE в среднем весе, перейдя в SmackDown! сделал титул эксклюзивным для этого бренда.                                                       |
| 24       | Raw        | 12      | Стивен Ричардс                          | |
| 25       | SmackDown! | 13      | Крис Джерико                            | |
| 26       | Raw        | 13      | Мэтт Харди                              | |
| 27       | SmackDown! | 14      | Айвори                                  | |
| 28       | Raw        | 14      | Рэйвен                                  | |
| 29       | SmackDown! | 15      | Альберт                                 | |
| 30       | Raw        | 15      | Джефф Харди                             | |
| 31       | SmackDown! | 16      | Ураган                                  | |
| 32       | Raw        | 16      | Мистер Перфект                          | |
| 33       | SmackDown! | 17      | Эл Сноу                                 | |
| 34       | Raw        | 17      | Спайк Дадли                             | |
| 35       | SmackDown! | 18      | Лэнс Шторм                              | |
| 36       | Raw        | 18      | Ди’Ло Браун                             | |
| 37       | SmackDown! | 19      | Даймонд Даллас Пэйдж                    | |
| 38       | Raw        | 19      | Шон Стэзиак                             | |
| 39       | SmackDown! | 20      | Торри Уилсон                            | |
| 40       | Raw        | 20      | Терри                                   | |
| 41       | SmackDown! | 21      | Скотти 2 Хотти                          | |
| 42       | Raw        | 21      | Жаклин                                  | |
| 43       | SmackDown! | 22      | Стэйси Киблер                           | |
| 44       | Raw        | 22      | Голдаст                                 | |
| 45       | SmackDown! | 23      | Кристиан                                | |
| 46       | Raw        | 23      | Триш Стратус                            | |
| 47       | SmackDown! | 24      | Тест                                    | |
| 48       | Raw        | 24      | Джастин Кредибл                         | |
| 49       | SmackDown! | 25      | Фарук                                   | |
| 50       | Raw        | 25      | Биг Боссмен                             | |
| 51       | SmackDown! | 26      | Таз                                     | |
| 52       | Raw        | 26      | Томми Дример                            | |
| 53       | SmackDown! | 27      | Хардкор Холли                           | |
| 54       | Raw        | 27      | Крэш Холли                              | |
| 55       | SmackDown! | 28      | Вэл Венис                               | |
| 56       | Raw        | 28      | Могучая Молли                           | |
| 57       | SmackDown! | 29      | Перри Сатурн                            | |

Примечания:
- Выборы № 1−20 были показаны на канале TNN
- Выборы № 21−57 прошли на сайте WWE.com